# Centrul istoric al Sibiului
Centrul istoric al Sibiului reprezintă zona centrală a orașului, concentrată în jurul celor trei piețe ale orașului “de sus”. Zona este clasată ca monument istoric.

## Clădiri istorice
Clădiri istorice din Sibiu:
1. Catedrala Evanghelică
2. Liceul Brukenthal
3. Turnul Preoților
4. Biserica romano-catolică
5. Turnul Sfatului
6. Casa Widner-Reussner-Czekelius
7. Casa Lutsch
8. Episcopia evanghelică
9. Casa Haller
10. Casa Hecht
11. Casa Albastră
12. Palatul Brukenthal
13. Biserica reformată
14. Primăria Veche
15. Pasajul Scărilor
16. Casa Luxemburg
17. Casa Artelor – fosta hală a breslei măcelarilor, menționata pentru prima dată în documente în anul 1370. Clădirea a fost restaurată între anii 1962 și 1967. Pe fațada de sud se observă stema orașului care a fost realizată în anul 1789.
18. Piața aurarilor
19. Casa Michael Brukenthal
20. Casa cu pinion în trepte
21. Colegiul "Gheorghe Lazăr"
22. Hotelul “Împăratul Romanilor”

### Alte clădiri și monumente istorice
1. Biserica și Complexul Ursulinelor
2. Casa cu cariatide
3. Podul Minciunilor
4. Clădirea bibliotecii ASTRA
5. A treia centură de fortificații
6. A patra centură de fortificații
7. Turnul Archebuzierilor, redenumit apoi Turnul pânzarilor
8. Turnul Olarilor
9. Turnul Dulgherilor
10. Turnul Gros

### Statui și monumente
1. Bustul împăratului Francisc I din nișa fortificațiilor care dau înspre Bul. Corneliu Coposu
2. Monumentul lui Georg Daniel Teutsch din Piața Huet
3. Bustul lui Friedrich Schiller din Piața Schiller
4. Statuia lui Nicolaus Olahus din fața Bisericii Ursulinelor
5. Statuia lui Gheorghe Lazăr din Piața Mare
6. Statuia lui Ioan Nepomuk din curtea interioară a bisericii romano-catolice
7. Bustul lui George Coșbuc din Parcul Astra
8. Statuia lui Hermann Oberth de pe bulevardul Victoriei

## Galerie

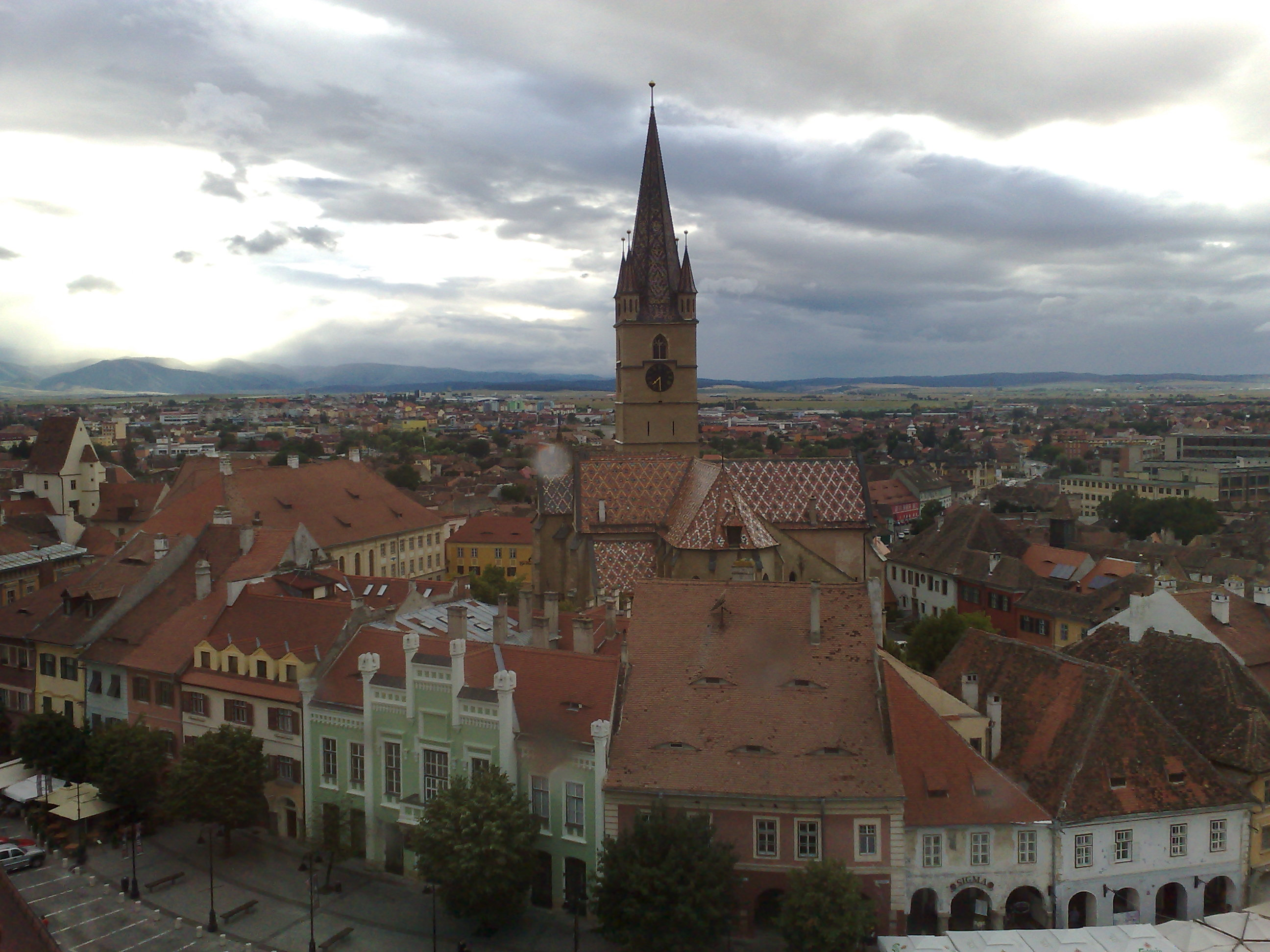
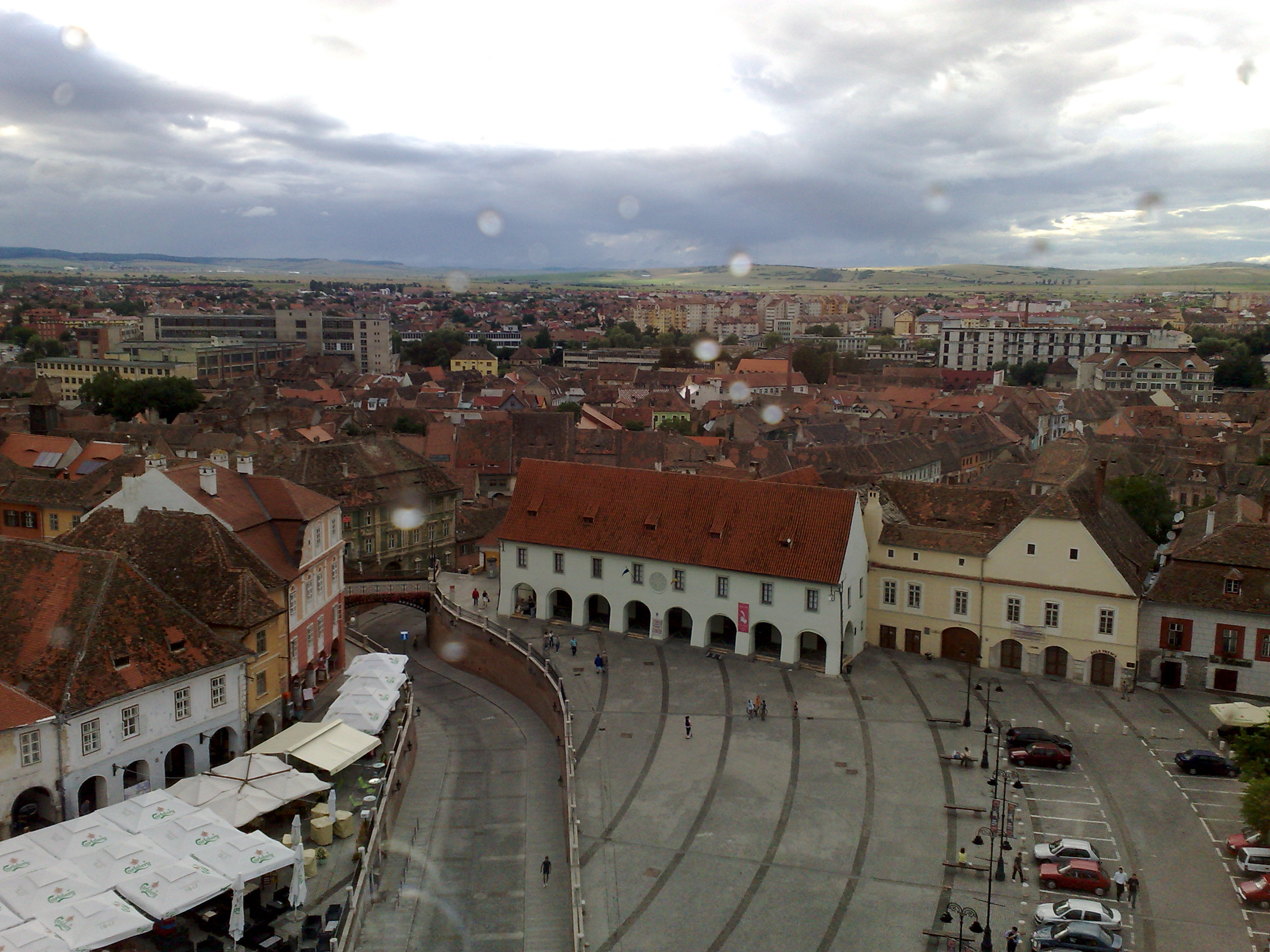
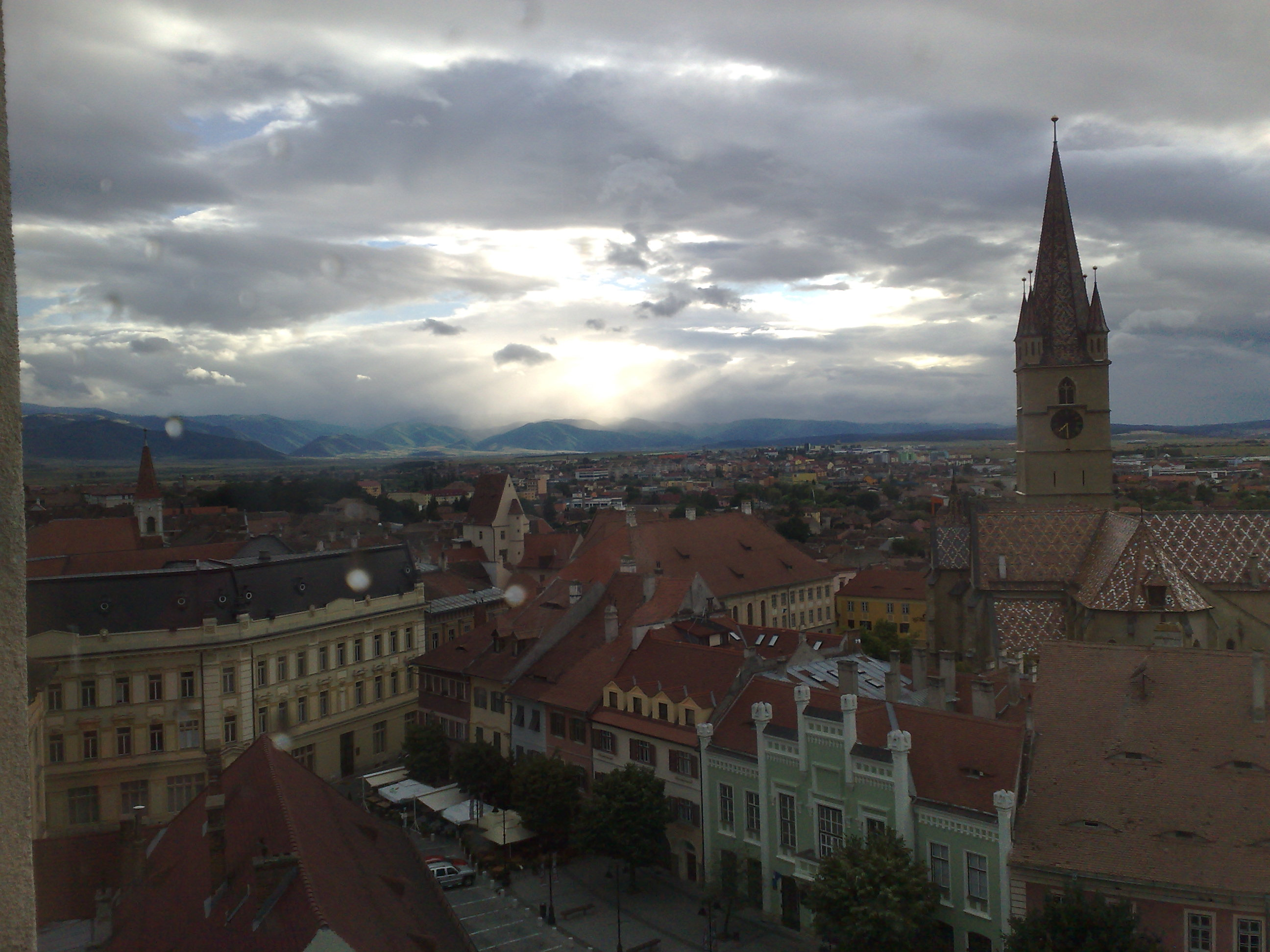
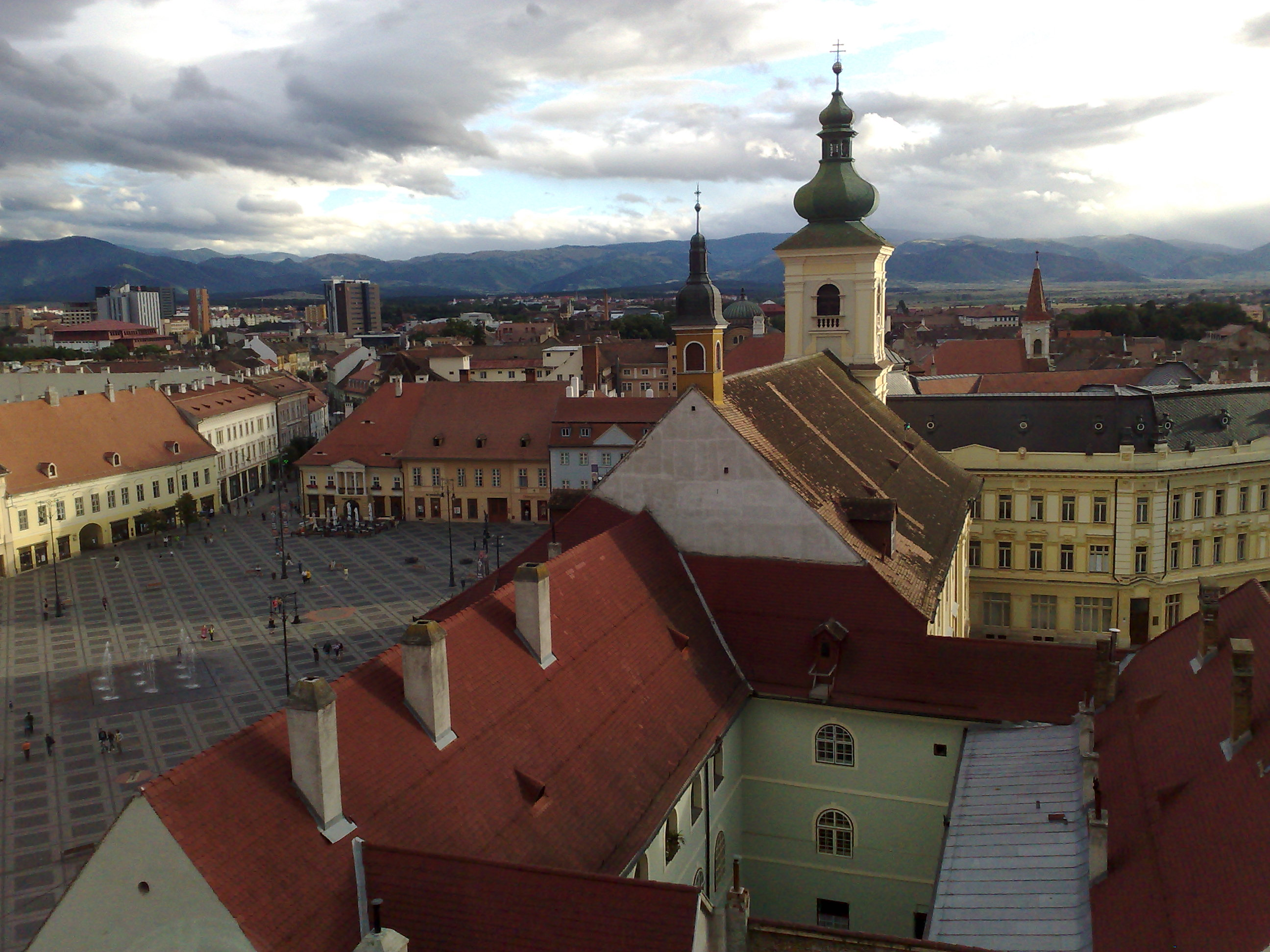
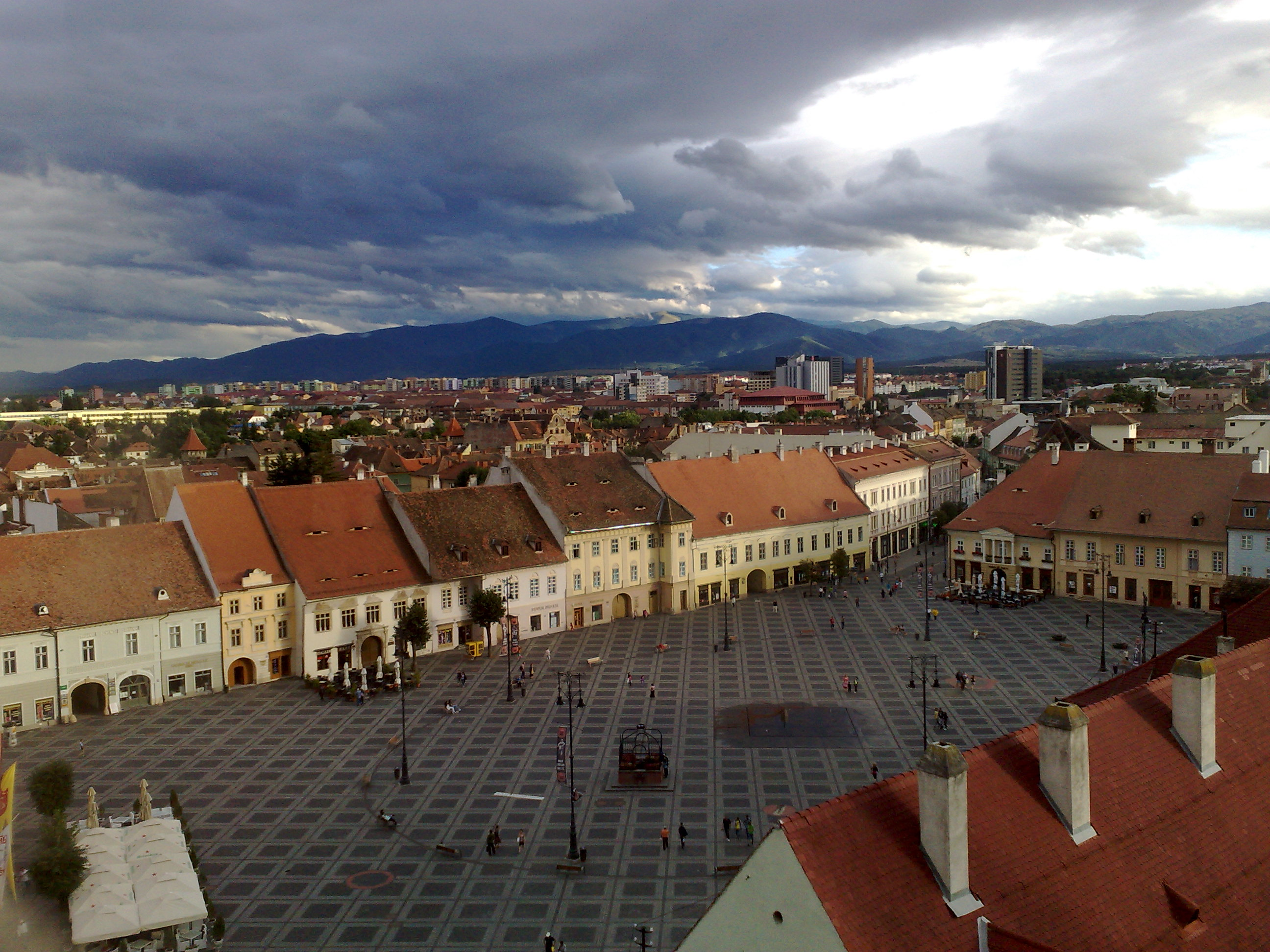
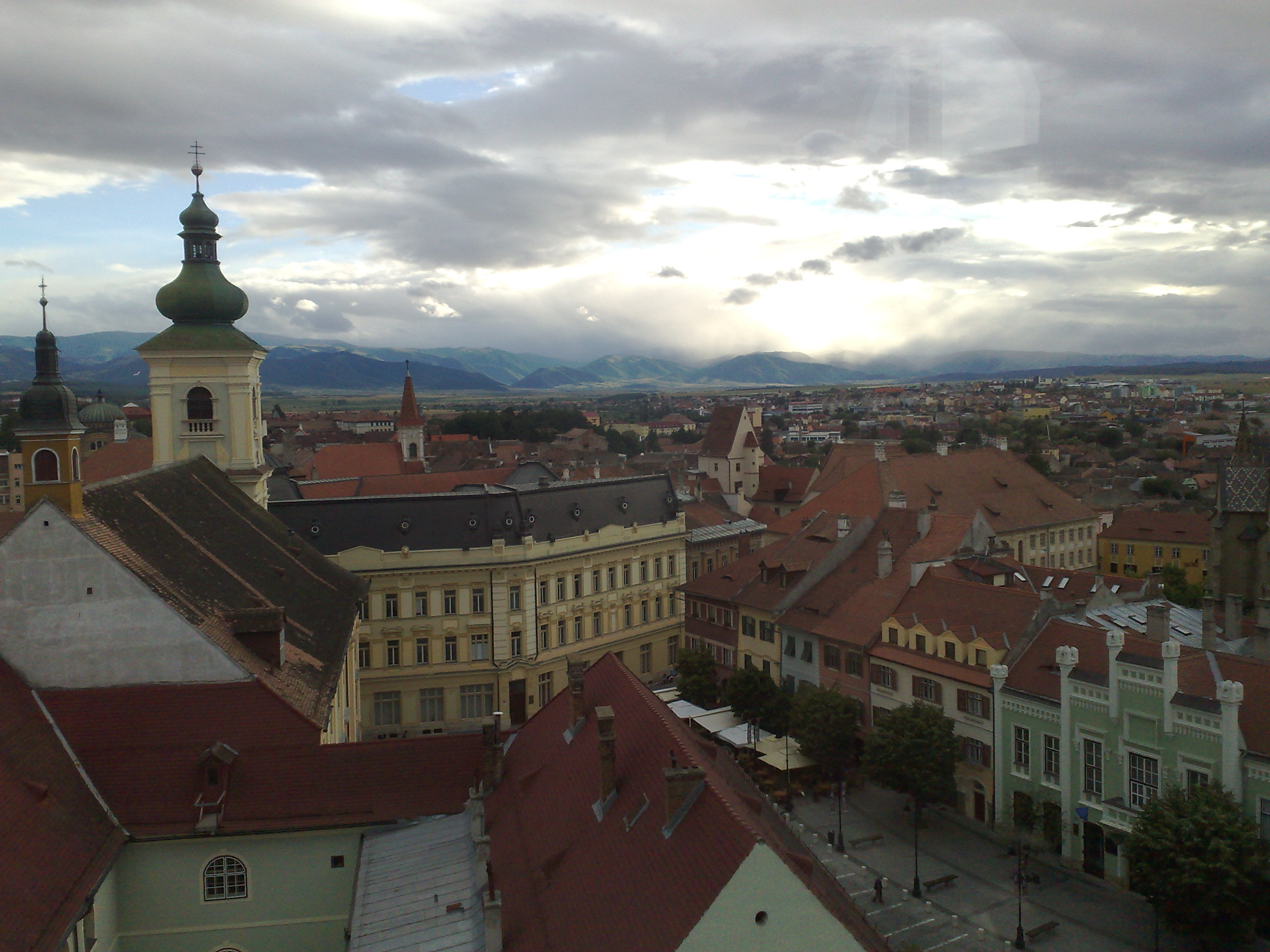
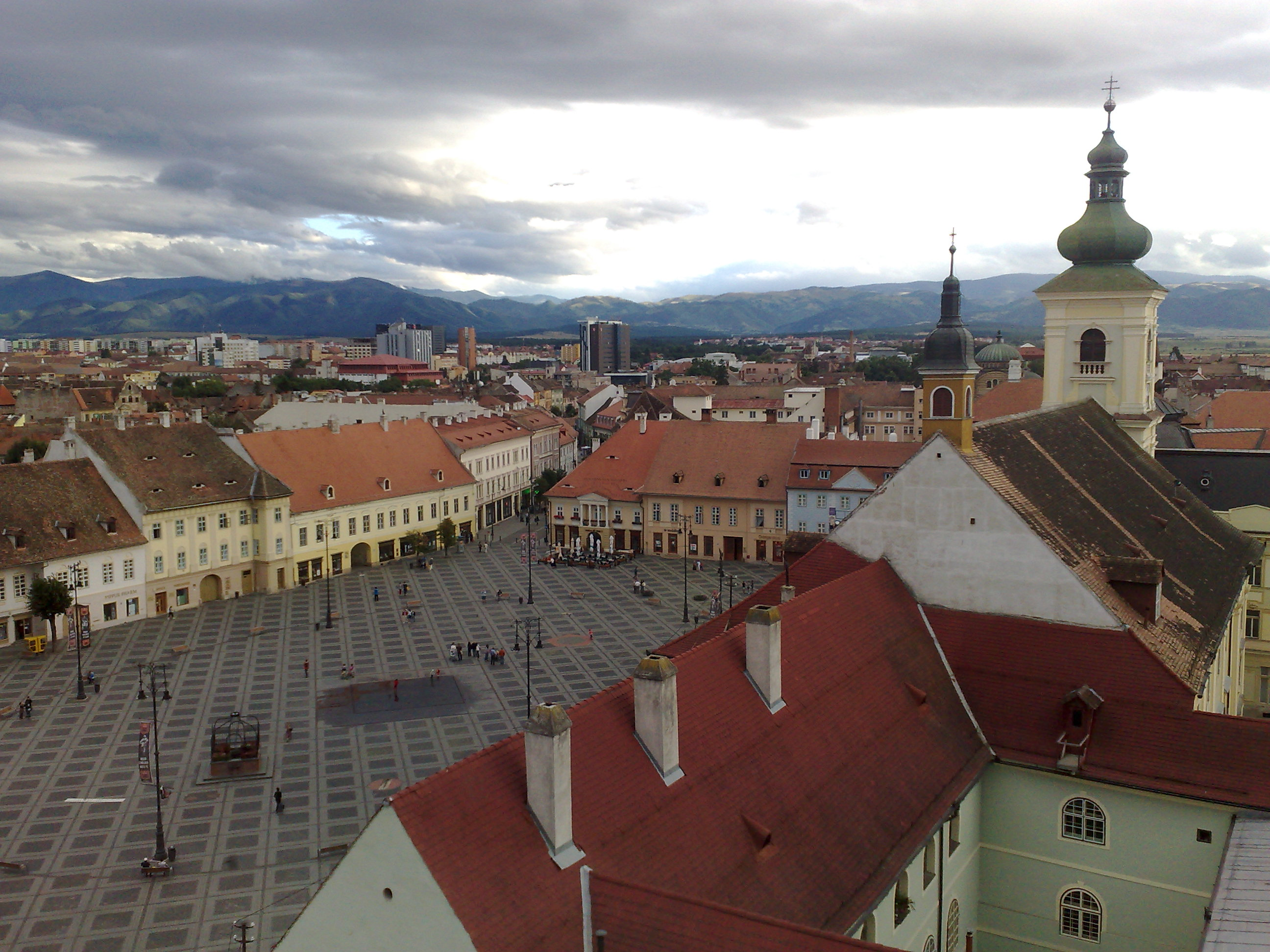
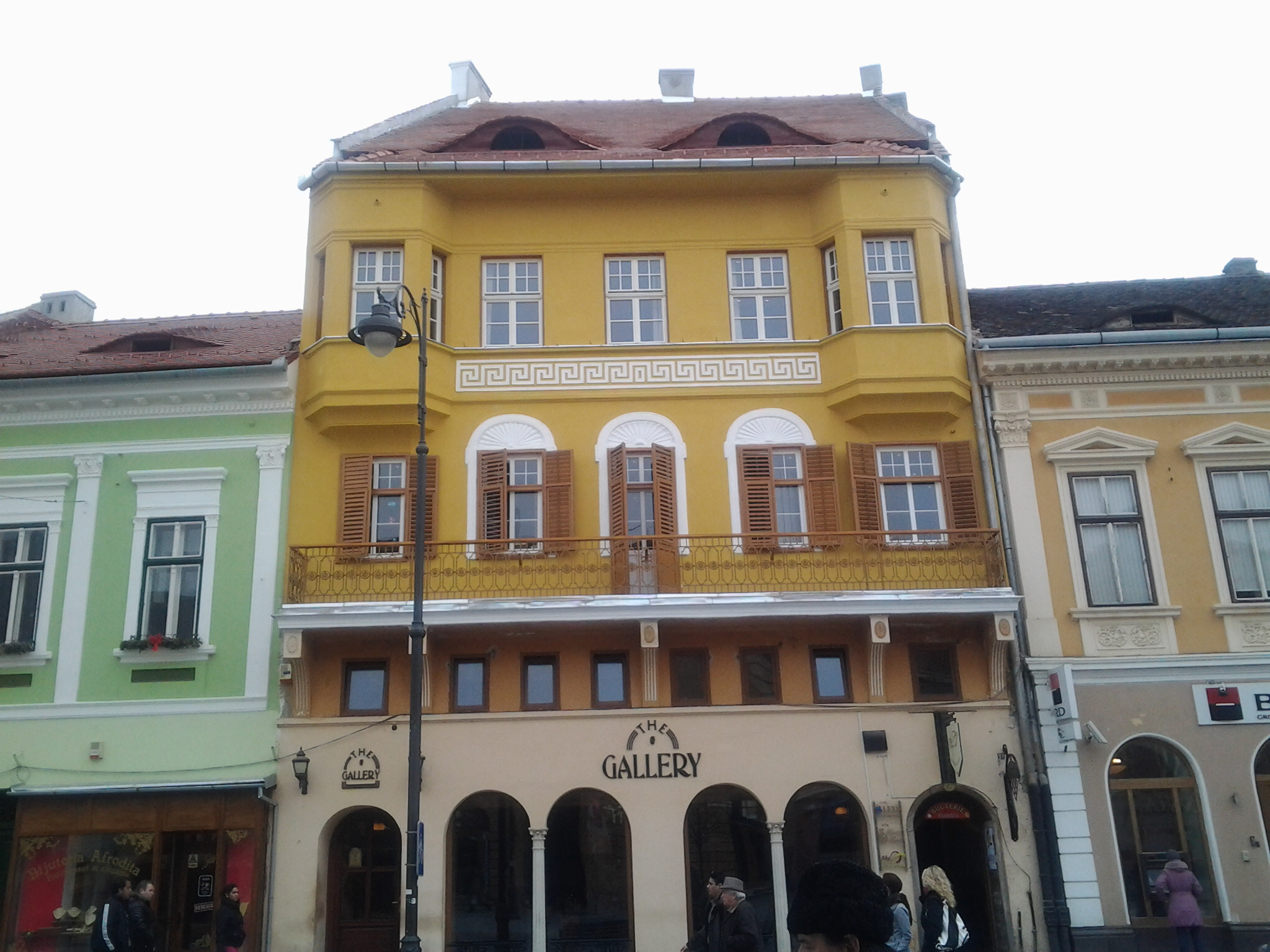

### Muzee
1. Muzeul Brukenthal
2. Muzeul Astra